# Creed
Creed je americká post-grungeová hudební skupina pocházející z Tallahassee, hlavního floridského města. Skupina byla nejpopulárnější na konci devadesátých let a začátkem první dekády 21. století. Jejich skladba „With Arms Wide Open“ vyhrála cenu Grammy za nejlepší rockovou píseň roku 2001. Skupina se rozpadla roku 2004, po třech platinových deskách a po více než 26 milionech prodaných desek ve Spojených státech a asi 35 milionech celosvětově.
Skupinu tvořil zpěvák Scott Stapp, kytarista Mark Tremonti, bubeník Scott Phillips a baskytarista Brian Marshall. Před tím, než v roce 2000 odešel baskytarista Marshall, stihli vydat dvě studiová alba My Own Prison (1997) a Human Clay (1999). Po jeho odchodu se k nim na koncertech přidal basák Brett Hestla. V roce 2001 ještě vydali desku Weathered, kde basu nahrával kytarista Tremonti. Tremonti, Phillips a Marshall pak společně založili skupinu Alter Bridge, zatímco zpěvák Stapp budoval svou sólovou kariéru. Po měsících spekulací se v roce 2009 dali původní členové opět dohromady a na koncertním turné k albu Full Circle odehráli stovky koncertů.
V roce 2023 oznámili další reunion a na rok 2024 plánují další koncerty.

## Diskografie

### Studiová alba
- My Own Prison (1997)
- Human Clay (1999)
- Weathered (2001)
- Full Circle (2009)